# José Luis Villagra
José Luis Villagra, né le 24 février 1986 à Villa Maria, est un footballeur argentin.
Il évolue habituellement comme milieu de terrain.

## Carrière
José Luis Villagra joue successivement dans les équipes suivantes : Newell's Old Boys, Club Deportivo O'Higgins, Real Arroyo Seco (en) et CSD La Emilia (en).